# Bombay Bicycle Club
Bombay Bicycle Club là một ban nhạc indie rock và indie folk đến từ vùng Crouch End ở Luân Đôn nước Anh.Ban nhạc bao gồm Jack Steadman (hát,guitar, piano), Jamye MacCol (guitar), Suren de Saram (trống) và Ed Nash (bass).Lấy cảm hứng từ các nghệ sĩ như Joni Mitchell.Jack Steadman viết hầu hết các bài hát cho ban nhạc và đã phát hành một số tác phẩm solo của mình trên YouTube.
Ban nhạc đã được mời chơi buổi biểu diễn mở màn  tại Liên hoan V năm 2006,sau khi giành chiến thắng trong cuộc thi "Road to V" của Canal 4. Sau khi phát hành hai EP và đĩa đơn "Evening/Morning",ban nhạc đã thu âm đầu tiên của họ trong album,"I Had the Blues But I Shook Them Loose". Album được phát hành vào ngày 6 tháng 7 năm 2009. Ban nhạc phát hành album thứ hai, "Flaws", vào ngày 9 tháng 7 năm 2010 và album thứ ba, "A Different Kind of Fix", vào ngày 26 tháng 8 năm 2011 và "So Long See You Tomorrow ",vào ngày 3 tháng 2 năm 2014 [1].
Sau 3 năm gián đoạn, ban nhạc thông báo vào năm 2019 rằng họ sẽ phát hành một album mới vào ngày 17 tháng 1 năm 2020, mang tên "Everything Else Has Gone Wrong".

## Danh sách đĩa nhạc
Album
- (2009): I Had the Blues But I Shook Them Loose
- (2010): Flaws
- (2011): A Different Kind of Fix
- (2014): So Long See You Tomorrow
- (2020): Everything Else Has Gone Wrong

Đĩa Đơn
- (2008): "Evening/Morning"
- (2009): "Always Like This"
- (2009): "Dust on the Ground"
- (2009): "Magnet"
- (2010): "Ivy & Gold / Flaws"
- (2010): "Rinse Me Down / Dorcas"
- (2011): "Shuffle"
- (2011): "Lights Out, Words Gone"
- (2012): "Leave It"
- (2012): "How Can You Swallow So Much Sleep"
- (2012): "Beg"
- (2014): "Carry Me"
- (2014): "Luna"
- (2019): "Eat, Sleep, Wake"
- (2019): "Everything Else Has Gone Wrong"